# Chłopice
Chłopice è un comune rurale polacco del distretto di Jarosław, nel voivodato della Precarpazia.
Ricopre una superficie di 49,11 km² e nel 2004 contava 5 624 abitanti.